# Ladinhac
Ladinhac é uma comuna francesa na região administrativa de Auvérnia-Ródano-Alpes, no departamento de Cantal. Estende-se por uma área de 26,84 km². Em 2010 a comuna tinha 466 habitantes (densidade: 17,4 hab./km²).